# Prosoplus bimaculipennis
Prosoplus bimaculipennis là một loài bọ cánh cứng trong họ Cerambycidae.